# Parkia wspaniała

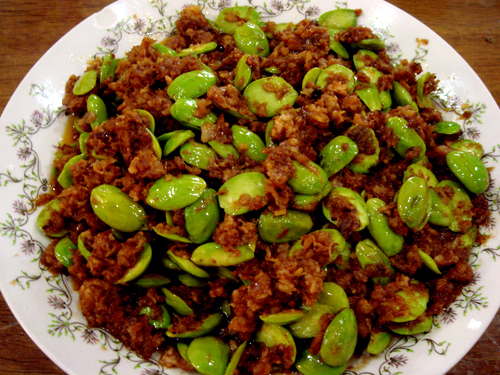
Malajskie danie z nasionami petai

Parkia wspaniała (Parkia speciosa) – gatunek rośliny z rodziny bobowatych i podrodziny mimozowych. Pochodzi z Azji Południowo-Wschodniej (Tajlandia, Indonezja, Malezja).

## Morfologia
PokrójDrzewo osiągające do 30 m wysokości, o szerokiej koronie.
LiściePodwójnie pierzaste, o długości do 36 cm. Składają się z około 60 podługowatych listków drugiego rzędu.
KwiatyGruszkowate kwiatostany zwisające na długich, rozgałęziających się szypułach. Kwiaty żółtawe. Zapylane są przez nietoperze.
OwocePłaskie zielone strąki długości do 45 cm, po kilka na jednej szypule, często skręcające się. Nasiona o wielkości 25 mm dobrze widoczne z zewnątrz.

## Zastosowanie
W krajach Azji Południowo-Wschodniej uprawiana, nasiona o silnym zapachu i smaku czosnku wykorzystywane są w kuchniach tego regionu. Spożywane są także młode liście. Lokalne nazwy: malajski/indonezyjski – petai, tajski – สะตอ sato. Nasiona są bogate w błonnik, naturalne cukry, żelazo, potas i witaminę B6 oraz antyoksydanty.